# Furcaperla
Furcaperla is een geslacht van steenvliegen uit de familie borstelsteenvliegen (Perlidae). De wetenschappelijke naam van het geslacht is voor het eerst geldig gepubliceerd in 1988 door Sivec.

## Soorten
Furcaperla omvat de volgende soorten:
- Furcaperla bifurcata (Wu, 1948)
- Furcaperla jiangxiensis Yang & Yang, 1991